# فردریک ای.کرین
فردریک اِوِن کرین (به انگلیسی: Frederick E. Crane) (زادهٔ ۲ مارس ۱۸۶۹ در بروکلین-درگذشتهٔ ۲۱ نوامبر ۱۹۴۷ در گاردن سیتی ،شهرستان ناساو، نیویورک) یک وکیل و سیاستمدار آمریکایی اهل نیویورک بود. او از سال ۱۹۳۵ تا ۱۹۳۹ قاضی ارشد دادگاه تجدیدنظر نیویورک بود.